# Islas Sanshan
La islas Sanshan (en chino: 三山岛) son un grupo de tres islas en el lago Tai Hu en la provincia de Jiangsu, de la República Popular de China. Era una guarida de bandidos, que posee templos y estatuas de Buda altas, como el buda Lingshan en la península de Ma Shan que tiene 88 m de altitud. El área es además uno de los Parques Geológicos Nacionales de China.